# 김윤배 (1959년)
김윤배(1959년~)는 대한민국의 교육인이다. 사립대학교인 청주대학교의 제6·7·8·9대 총장을 역임하였다. 퇴임 이후 2020년 운전기사에 운전사 갑질로 논란이 일었다.